# Liga de Voleibol Superior Masculino 2005
La Liga de Voleibol Superior Masculino 2005 si è svolta nel 2005: al torneo hanno partecipato 10 franchigie portoricane e la vittoria finale è andata per la ventunesima volta, la terza consecutiva, ai Changos de Naranjito.

## Regolamento
La competizione prevede che le dieci squadre partecipanti si sfidino, per circa due mesi, senza un calendario rigido, fino a disputare ventidue partite ciascuna. Le prime cinque classificate accedono direttamente ai play-off, mentre l'ottava e la settima classificata si sfidano in gara secca, con la vincente che affronta poi la sesta classificata nuovamente in gara, assegnando il sesto ed ultimo posto per i play-off; ai quarti di finale le prime due classificate di ciascun girone da tre squadre accedono al round-robin delle semifinali, da cui le prime due classificate danno vita alla finale.

## Squadre partecipanti
| - Caribes de San Sebastián - Criollos de Caguas - Changos de Naranjito - Gigantes de Adjuntas - Gigantes de Carolina | - Leones de Ponce - Patriotas de Lares - Plataneros de Corozal - Playeros de San Juan - Vaqueros de Bayamón |

## Campionato

### Regular season

#### Classifica
| Pos. | Squadra                  | Pt | G  | V  | P  | SV | SP | Ratio | PF | PS | Ratio |
| ---- | ------------------------ | -- | -- | -- | -- | -- | -- | ----- | -- | -- | ----- |
| 1    | Changos de Naranjito     | 34 | 22 | 17 | 5  |    |    |       |    |    |       |
| 2    | Gigantes de Carolina     | 32 | 22 | 16 | 6  |    |    |       |    |    |       |
| 3    | Plataneros de Corozal    | 24 | 22 | 12 | 10 |    |    |       |    |    |       |
| 4    | Patriotas de Lares       | 24 | 22 | 12 | 10 |    |    |       |    |    |       |
| 5    | Caribes de San Sebastián | 24 | 22 | 12 | 10 |    |    |       |    |    |       |
| 6    | Gigantes de Adjuntas     | 22 | 22 | 11 | 11 |    |    |       |    |    |       |
| 7    | Playeros de San Juan     | 20 | 22 | 10 | 12 |    |    |       |    |    |       |
| 8    | Criollos de Caguas       | 14 | 22 | 7  | 15 |    |    |       |    |    |       |
| 9    | Leones de Ponce          | 14 | 22 | 7  | 15 |    |    |       |    |    |       |
| 10   | Vaqueros de Bayamón      | 12 | 22 | 6  | 16 |    |    |       |    |    |       |

| Ai play-off scudetto | Serie di spareggio |

### Spareggio 7/8º posto
|  | Finale scudetto |                      |   |  |
|  |                 |                      |   |  |
|  | 7               | Playeros de San Juan | 1 |  |
|  | 8               | Criollos de Caguas   | 0 |  |

### Spareggio 6/7º posto
|  | Finale scudetto |                      |   |  |
|  |                 |                      |   |  |
|  | 6               | Gigantes de Adjuntas | 0 |  |
|  | 7               | Playeros de San Juan | 1 |  |

### Play-off scudetto

#### Round-robin
| Pos. | Squadra                  | Pt | G  | V | P | SV | SP | Ratio | PF | PS | Ratio |
| ---- | ------------------------ | -- | -- | - | - | -- | -- | ----- | -- | -- | ----- |
| 1    | Caribes de San Sebastián | 12 | 10 | 6 | 4 |    |    |       |    |    |       |
| 2    | Changos de Naranjito     | 12 | 10 | 6 | 4 |    |    |       |    |    |       |
| 3    | Gigantes de Carolina     | 10 | 10 | 5 | 5 |    |    |       |    |    |       |
| 4    | Patriotas de Lares       | 10 | 10 | 5 | 5 |    |    |       |    |    |       |
| 5    | Plataneros de Corozal    | 8  | 10 | 4 | 6 |    |    |       |    |    |       |
| 6    | Playeros de San Juan     | 8  | 10 | 4 | 6 |    |    |       |    |    |       |

| In semifinale |

##### Tabellone
|  | Semifinali | Semifinali               | Semifinali |                      |   | Finale                   | Finale | Finale |  |
|  |            |                          |            |                      |   |                          |        |        |  |
|  | 1          | Caribes de San Sebastián | 4          |                      |   |                          |        |        |  |
|  | 1          | Caribes de San Sebastián | 4          |                      |   |                          |        |        |  |
|  | 4          | Patriotas de Lares       | 1          |                      |   |                          |        |        |  |
|  | 4          | Patriotas de Lares       | 1          |                      | 1 | Caribes de San Sebastián | 1      |        |  |
|  |            |                          |            |                      | 1 | Caribes de San Sebastián | 1      |        |  |
|  |            |                          | 2          | Changos de Naranjito | 4 |                          |        |        |  |
|  | 2          | Changos de Naranjito     | 2          | Changos de Naranjito | 4 | 4                        |        |        |  |
|  | 2          | Changos de Naranjito     |            |                      |   |                          |        |        |  |
|  | 3          | Gigantes de Carolina     | 1          |                      |   |                          |        |        |  |

## Premi individuali
| Premio                   | Giocatrice         | Squadra                  |
| ------------------------ | ------------------ | ------------------------ |
| MVP della Regular Season | Brook Billings     | Caribes de San Sebastián |
| MVP delle finali         | Ángel Pérez        | Changos de Naranjito     |
| MVP dello All-Star Game  | Ángel Pérez        | Changos de Naranjito     |
| Miglior palleggiatore    | Ángel Pérez        | Changos de Naranjito     |
| Miglior libero           | Edgardo Hernández  | Criollos de Caguas       |
| Rising star              | Jonathan King      | Criollos de Caguas       |
| Miglior esordiente       | Dimar López        | Vaqueros de Bayamón      |
| Miglior ritorno          | Eduardo Quiñones   | Plataneros de Corozal    |
| Migliore allenatore      | Víctor López       | Gigantes de Carolina     |
| All-Star Team            | Ángel Pérez        | Changos de Naranjito     |
| All-Star Team            | Jorge Elgueta      | Gigantes de Carolina     |
| All-Star Team            | José Rivera        | Caribes de San Sebastián |
| All-Star Team            | Brook Billings     | Caribes de San Sebastián |
| All-Star Team            | Roberto Muñiz      | Leones de Ponce          |
| All-Star Team            | Jonathan King      | Criollos de Caguas       |
| All-Star Team            | Saúl Morales       | Gigantes de Carolina     |
| Offensive Team           | Brook Billings     | Caribes de San Sebastián |
| Offensive Team           | José Matheus       | Patriotas de Lares       |
| Offensive Team           | Iván Contreras     | Gigantes de Adjuntas     |
| Offensive Team           | Clayton Stanley    | Gigantes de Carolina     |
| Offensive Team           | Leonardo Rodríguez | Criollos de Caguas       |
| Offensive Team           | Jorge Elgueta      | Gigantes de Carolina     |